# Kettenschutz
Als Kettenschutz oder Kettenkasten bezeichnet man ein Bauteil an Zweirädern und bestimmten Maschinen, das einerseits den Fahrer bzw. Benutzer vor Kontakt mit der Kette und dadurch bedingten Verletzungen und Verschmutzung schützt und andererseits die Antriebskette vor Schmutz und anderen Umwelteinflüssen abschirmt. 

## Fahrrad
Beim Fahrrad kann der von der Straße aufgewirbelte Schmutz am Schmiermittel der Kette anhaften und zusammen mit diesem eine Art Schleifpaste bilden, die in die Gelenke der Kette eindringt und deren Verschleiß beschleunigt. Zudem kann eine frei liegende Kette mit Kleidung in Berührung kommen und diese verschmutzen. Im schlimmsten Fall kann ein Teil eines Kleidungsstücks, wie z. B. ein Hosenbein, zwischen Kette und Zahnkranz geraten und sich dort verhaken, was unter Umständen zum Sturz führen kann. Somit dient der Kettenschutz auch der Sturzprävention. Je nach Fahrradtyp kommen verschiedene Bauformen des Kettenschutzes zum Einsatz:

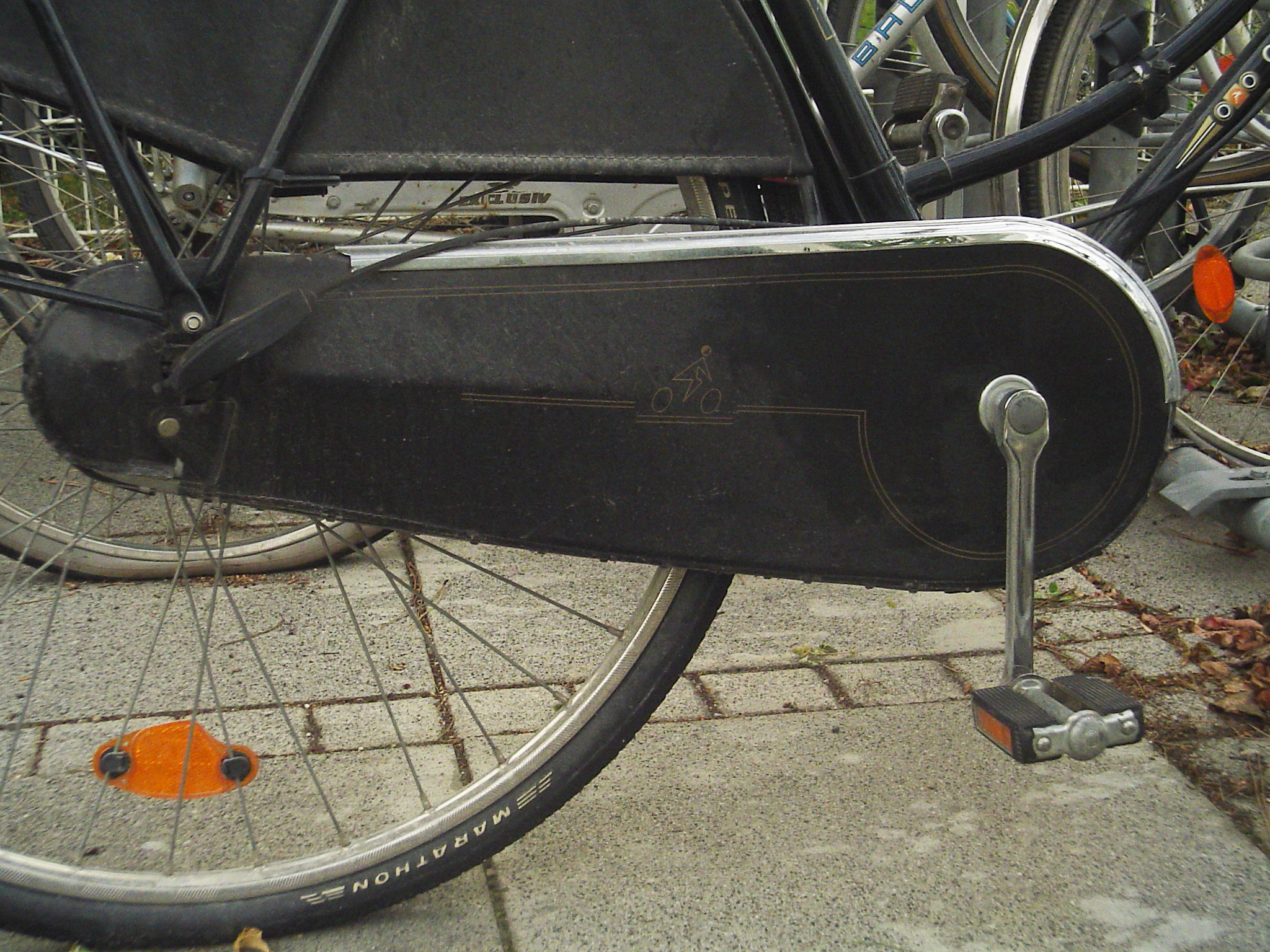
Vollkettenschutz (Kettenkasten)
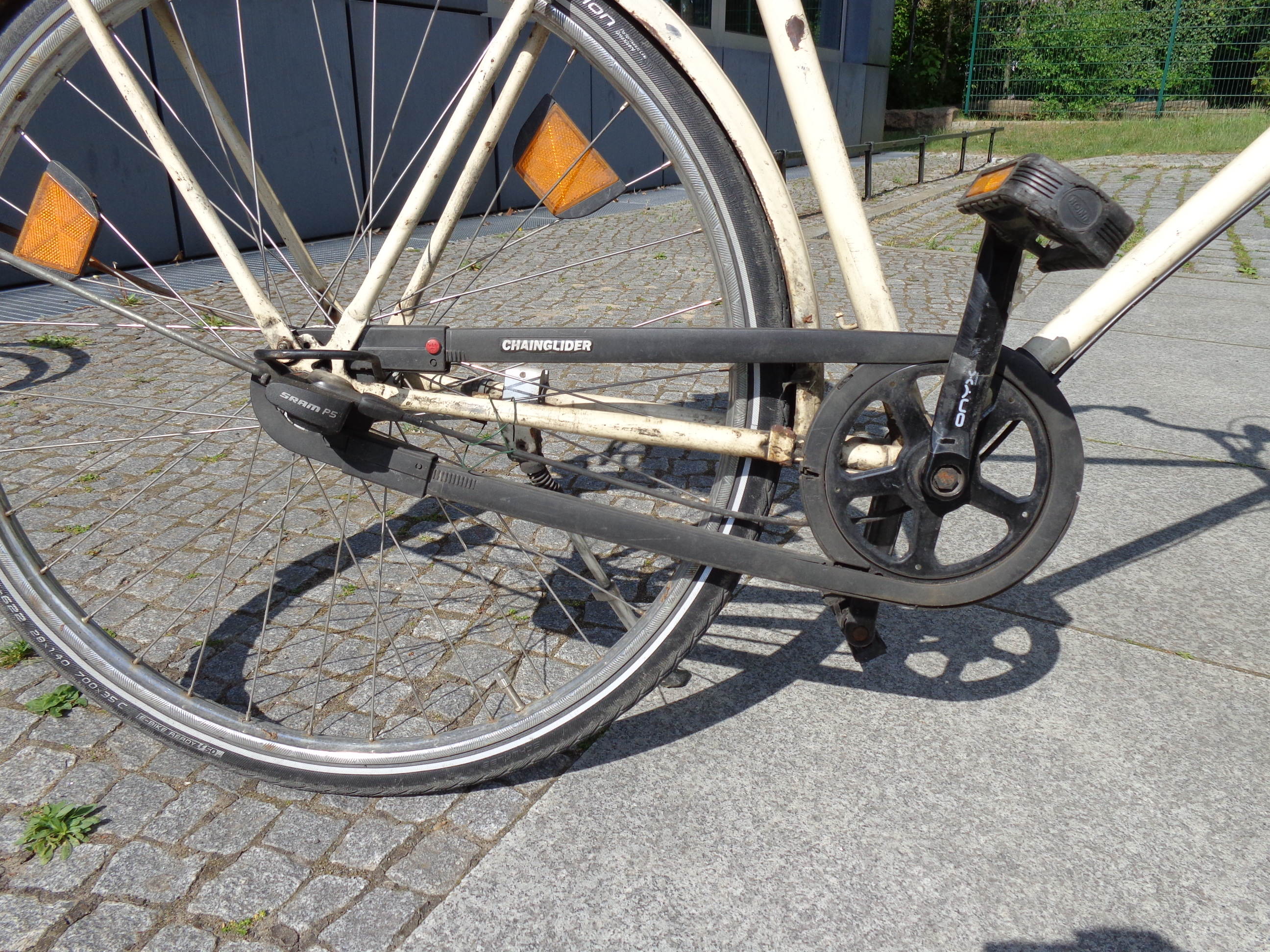
Vollkettenschutz
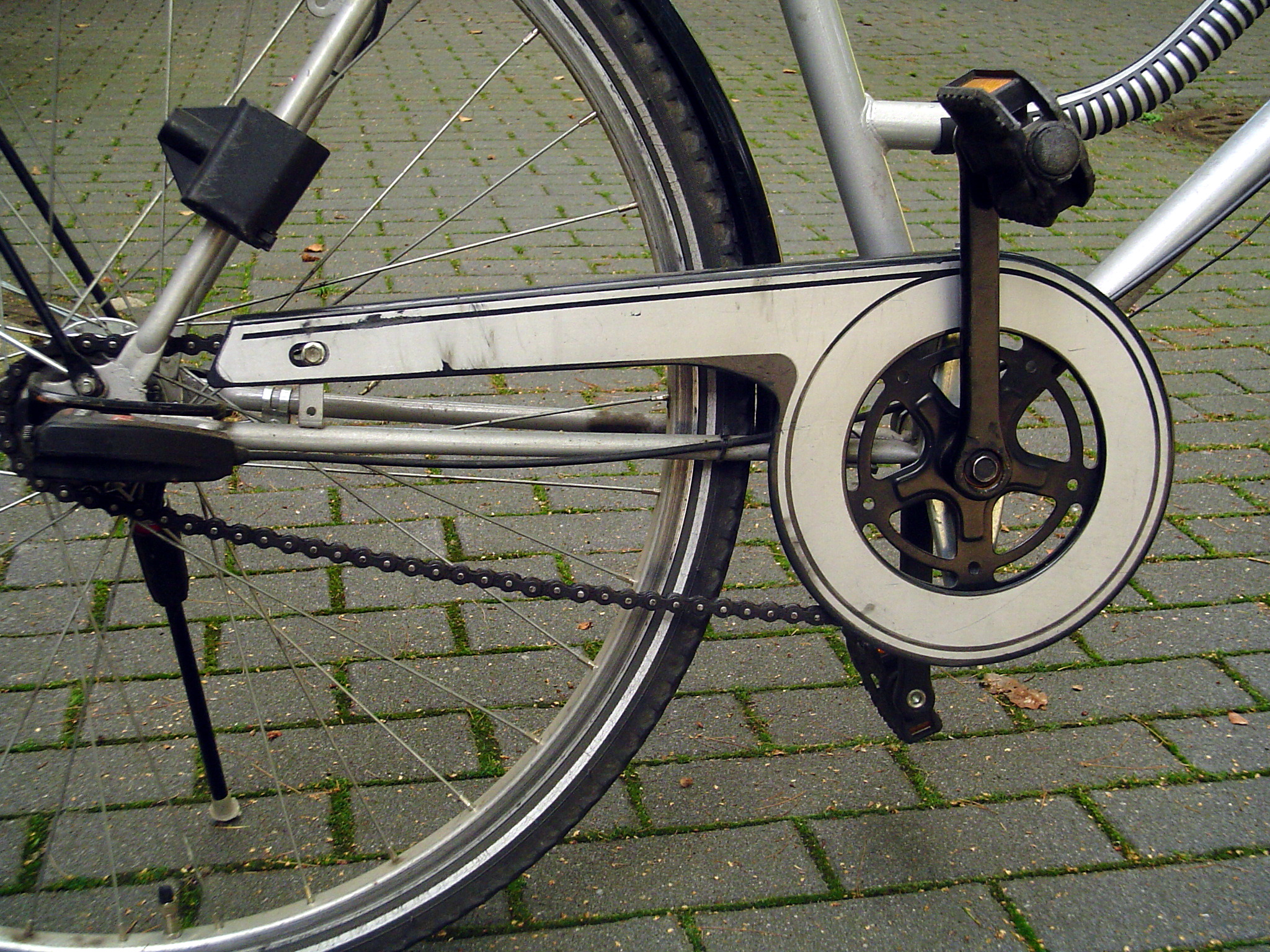
Teilkettenschutz
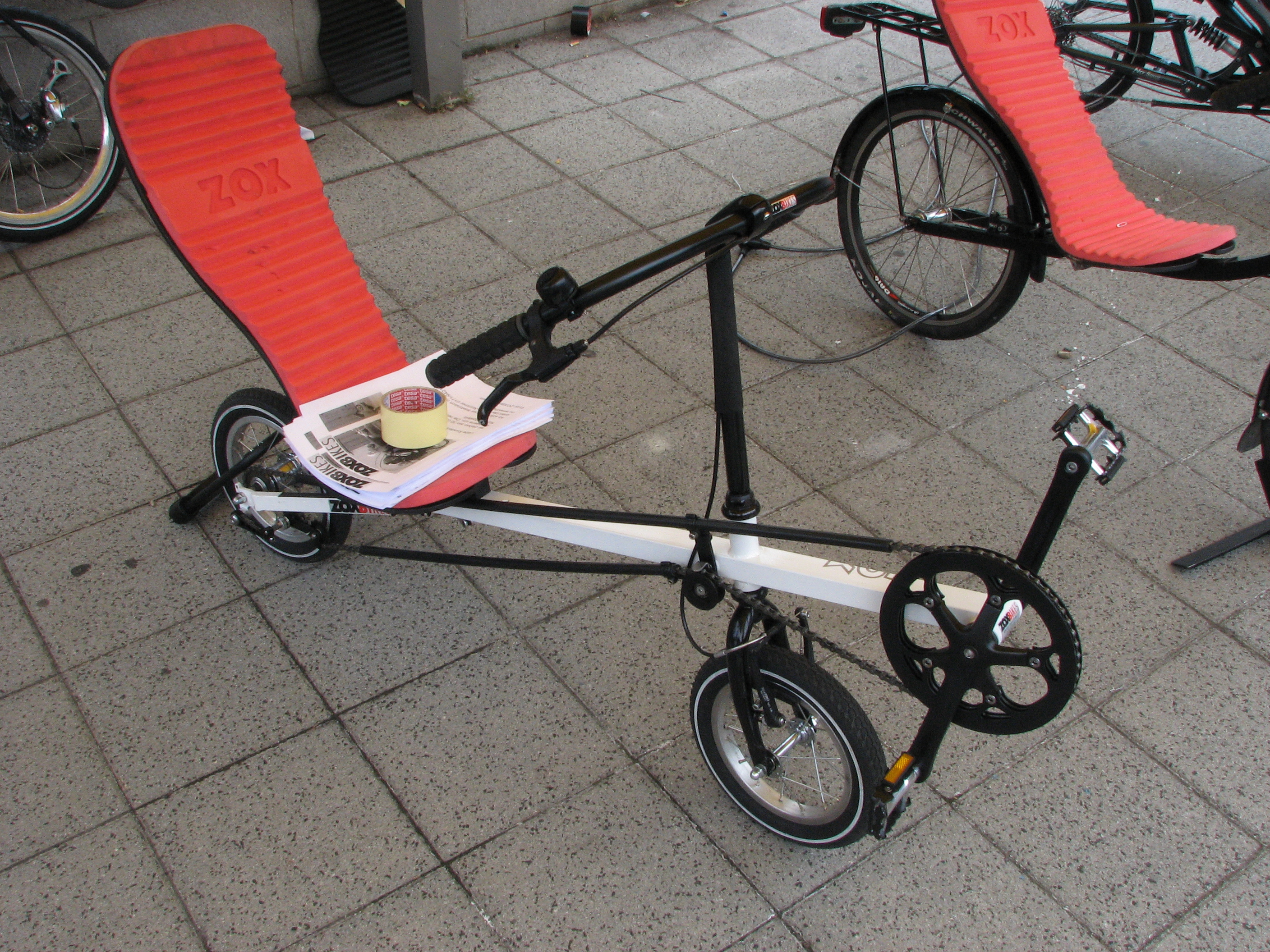
Liegerad mit Kettenschutzrohren
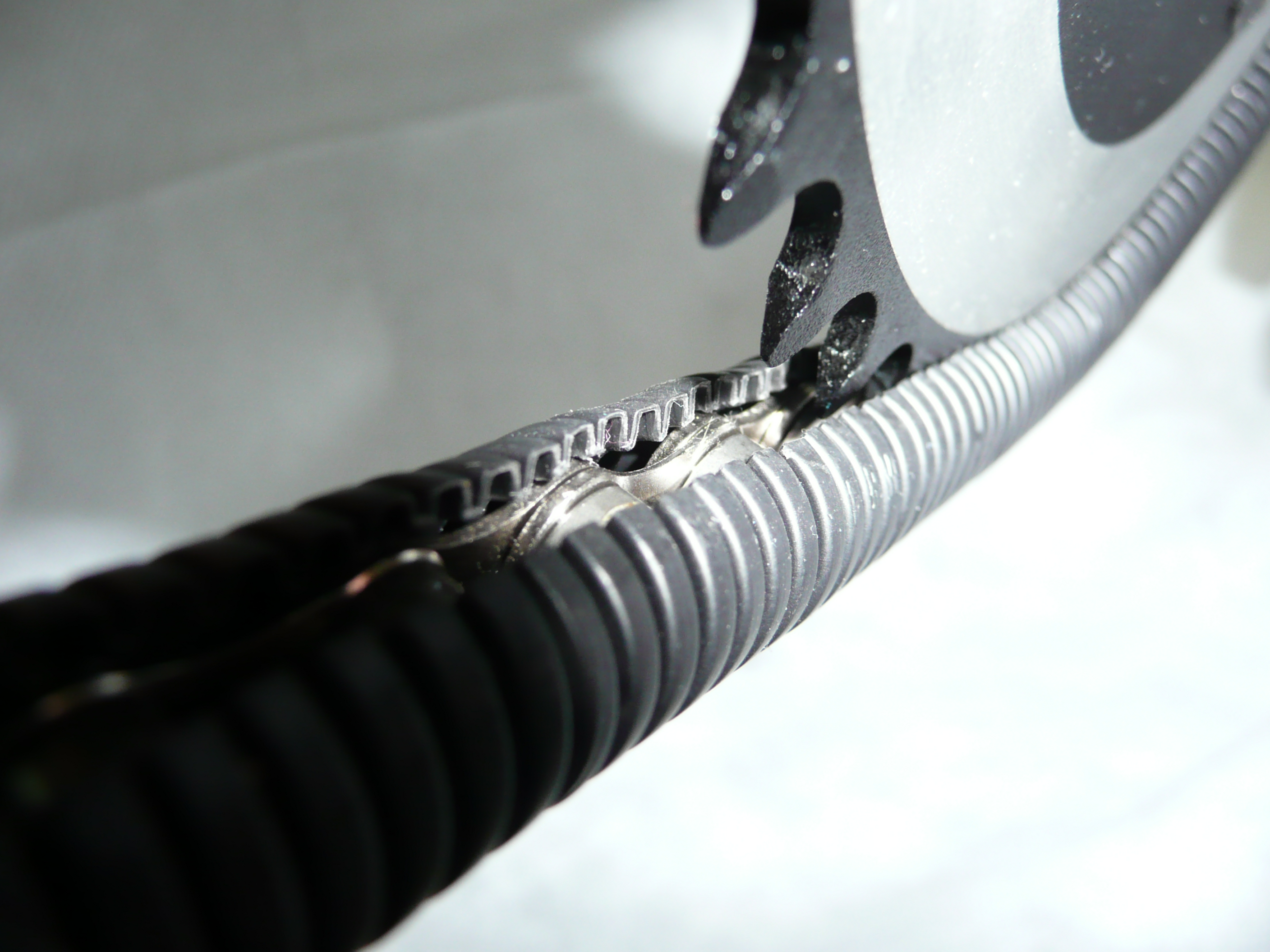
Teilkettenschutz "chainrunner"
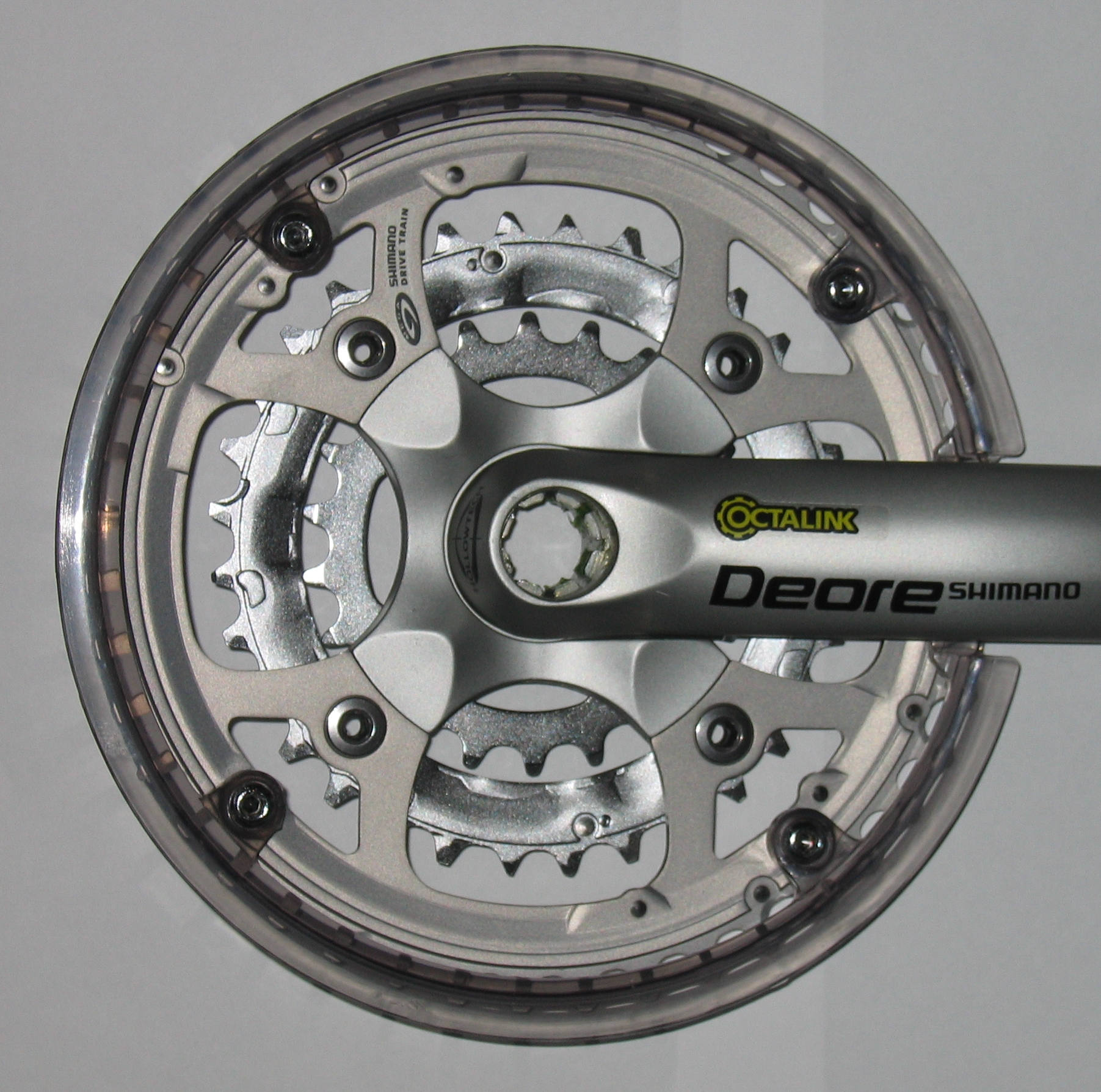
Zahnrad mit Kettenschutzscheibe

### Vollkettenschutz
Vor allem an Touren- bzw. Hollandrädern findet sich der Vollkettenschutz oder Kettenkasten. Ein weiterer Vollkettenschutz ist das Modell Chainglider, bei dem die Kette in zwei Vierkant-Kunststoffrohren geführt wird. Beide Ausführungen umgeben die Kette vollständig, inklusive Kettenblatt und Ritzel. Als Schaltung kommt bei beiden nur eine Nabenschaltung in Betracht, da der Vollkettenschutz die notwendigen Bewegungen von Schaltwerk und Umwerfer einer Kettenschaltung behindern würde.
Der Vorteil des Vollkettenschutzes ist seine Wartungsarmut und die lange Lebensdauer der Kette. Nachteilig wirkt sich der hohe Arbeitsaufwand bei der Demontage des hinteren Laufrades aus.
 Oftmals ist der Vollkettenschutz nur an der Außenseite vollständig geschlossen, um die Demontage zu erleichtern.

### Teilkettenschutz
Die häufigste Bauform des Kettenschutzes ist ein Teilkettenschutz, der den oberen Teil der Kette und das Kettenblatt umgibt, und damit den Fahrer und seine Kleidung effektiv vor Kontakt mit der Kette schützt.
Zum Schutz der Kette selbst ist er wenig geeignet, da diese an den Stellen, die stärker dem Schmutz von der Straße ausgesetzt sind (z. B. hinter dem Vorderrad), zumeist offen läuft. Für Räder mit Kettenschaltung bietet der Markt Modelle mit Aussparungen für den vorderen Kettenwerfer. 
Eine alternative Konstruktionsweise für einen Teilkettenschutz für Nabenschaltungsräder ist ein mit der Kette mitlaufender geschlitzter Wellschlauch, auch Chainrunner genannt. Er umschließt die Kette und schützt sie und das Hosenbein so vor Verschmutzung. Nachteilig ist, dass einmal eingedrungener Schmutz und Feuchtigkeit nicht mehr entweichen kann. Auch wird die Gefahr des Einklemmens von Fremdkörpern (Schnürsenkel, Hosenbein) zwischen Kette und Zahnrad nicht gebannt.

### Kettenschutzrohre
Besonders an Liegerädern verbreitet sind Kettenschutzrohre aus Polyethylen oder PTFE, die jeweils den oberen und unteren Teil der Kette umgeben und am Rahmen gegen das Verrutschen entlang der Kettenlinie fixiert werden. Ihre Aufgabe besteht vor allem im Schutz der Kleidung des Radlers vor Verschmutzung. Da die Kette in den Rohren an der Wandung gleitet, entstehen geringfügige Reibungsverluste im Antrieb. 
Durch die Verwendung von Kettenschutzrohren sind auch „exotischere“ Kettenführungen möglich, wie sie an Liegerädern oft erforderlich sind.
Werden Kettenschutzrohre mit geschlossenen Verkleidungen für die Zahnräder und Umlenkungen kombiniert, so ist ein Vollkettenschutz realisierbar. Dies findet an einigen konventionellen Rädern mit Nabenschaltung Anwendung.
Serienmäßig waren die Leichtkrafträder und Motorroller der Firma Simson mit einem geschlossenen System aus Kettenschutzrohren und Zahnradabdeckungen versehen, um die Lebensdauer sowohl der Kette als auch der Zahnräder zu verlängern.

### Kettenschutzscheibe (Kettenblattschutz)
Es gibt Kettenschutzscheiben für Kettenblätter bis maximal 48 Zähne aus Kunststoff, die auf die Kurbelgarnitur aufschraubbar sind und ohne Demontage des Pedals montiert werden können. Gewicht ca. 90–120 Gramm.
Hier wird ausschließlich ein elementarer Schutz der Hose des Fahrenden gewährleistet.